# Dili
Dili és la capital del Timor Oriental. És a la costa nord de l'illa de Timor, a 8° 34′ S i 125° 34′ E. Amb una població d'unes 150.000 persones, és el principal port i centre comercial del país. Disposa d'un aeroport, anomenat Nicolau Lobato arran de la independència, que s'utilitza tant per a vols civils com militars.
És la seu de la Universitat Nacional del Timor Oriental i del Colégio de São José.

## Geografia
Ús del sòl a l'àrea urbana de Dili
Dili es troba a la costa nord de l'illa de Timor, que al seu torn es troba entre les Illes Petites de la Sonda i es troba a la zona UTC+9. Mar endins es troba l'estret d'Ombai del mar de Savu, mentre que al sud hi ha la serralada central que travessa Timor. El sòl subjacent és predominantment calcària i argila marina.
La ubicació precisa de la ciutat és al voltant dels 8°35′S, 125°36′E. La ciutat es troba principalment dins del municipi més gran de Dili, la superfície total del qual és de 367 km². L'illa d'Atauro, al nord de Dili, formava part formalment del municipi abans de fer-se un municipi separat l'1 de gener de 2022. Els municipis limítrofs amb Dili són Aileu, Liquiçá i Manatuto. El municipi conté 31 sucos, dividits en 241 aldeies. L'àrea urbana de la ciutat de Dili s'estén per quatre dels càrrecs administratius del municipi de Dili, Cristo Rei, Dom Aleixo, Nain Feto i Vera Cruz, que en conjunt contenen 25 sucos, així com a l'oest en el suco Tibar del Post Administratiu Bazartete al Municipi de Liquiçá. La superfície conjunta d'aquests 25 sucos és de 17.862 ha. Tanmateix, gran part d'aquesta àrea es considera massa escarpada per habitar-la, amb només potser un 37%, o 6.698 ha, prou pla per urbanitzar. L'any 2014 només es va urbanitzar el 25,5% de la superfície total.
La ciutat principal es troba dins d'una zona de terres baixes planes de menys de 100 m d'altitud i un pendent inferior als 15 graus. Aquesta distància entre el mar i les muntanyes arriba a una amplada màxima de només 4 km, i les muntanyes circumdants tenen pendent prop de la ciutat en angles de 20 graus o més. El nucli antic de la ciutat es troba dins del que avui és la meitat oriental. Aquesta zona és la més densament urbanitzada, amb poc sòl disponible. El costat oest és la ubicació de l'aeroport i el creixement urbà més recent. A banda i banda d'aquesta ciutat principal hi ha serralades muntanyoses que s'estenen des de la serralada sud fins a la costa, donant lloc al desenvolupament urbà que s'aboca a zones de terreny pla a l'altre costat d'aquests contraforts. Tibar es troba al lloc oposat de la serralada occidental, mentre que Hera es troba al costat oposat de la serralada oriental. Un altre esperó tanca Hera pel seu est.
El riu Comores travessa el costat occidental de la ciutat, mentre que els rius Bemorl i Benmauc s'uneixen a l'est. Entre aquests es troba el riu Maloa. El riu Maucau passa per Tibar, mentre que els rius Akanunu i Mota Kiik passen per Hera. Les Comores són les més grans, amb una conca hidrogràfica de 9 km terra endins fins a un punt on les muntanyes són 900 m alt. El nivell de l'aigua d'aquests rius difereix molt entre l'estació seca i la humida. Es considera que algunes parts de la ciutat s'enfronten a riscos de sequera i inundacions dels rius, problemes relacionats amb el canvi climàtic. Dins de la ciutat principal de Dili (encara que no a Hera o Tibar), els rius s'han reforçat per contenir una riuada cada 25 anys. Les inundacions a petita escala es produeixen en una minoria de cases unes quantes vegades a l'any i es troben informes d’enfonsament de terres a tota la ciutat. El riu Maloa és el més inundat. Les esllavissades de terra han causat anteriorment danys i pèrdues de vides. Es creu que la zona s'enfronta a riscos de terratrèmols i tsunamis, tot i que no s'han produït esdeveniments importants. La contaminació de l'aire es considera un problema creixent, amb col·laboradors com incendis forestals, cuina amb llenya i vehicles.

### Ecologia

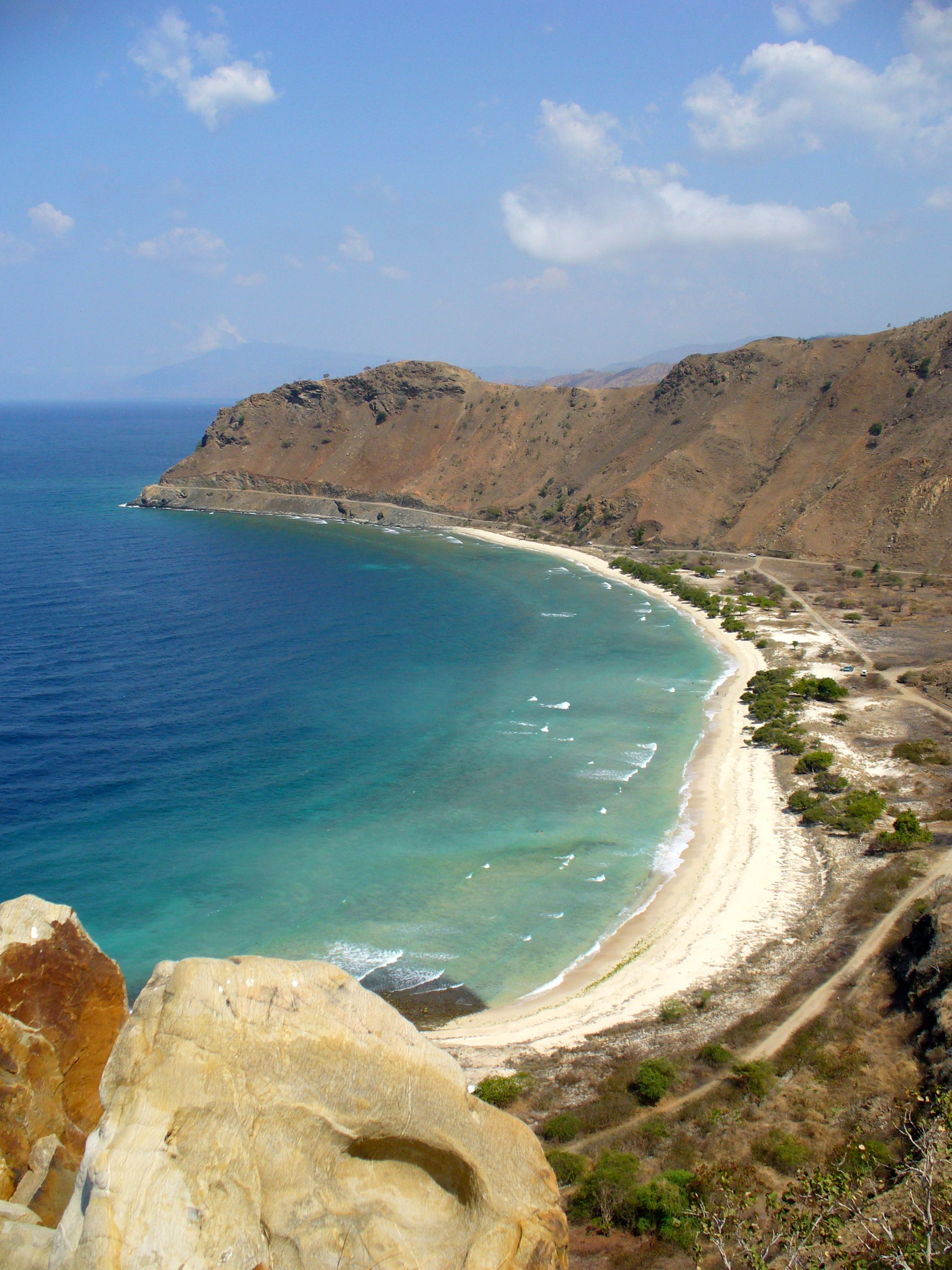
Jesus Backside Beach, a l'est de Dili

El paisatge al voltant de Dili suporta naturalment boscos secs caducifolis. Les espècies d'arbres comuns són Sterculia foetida, Callophyllum teysmanii i Aleurites moluccana. L'eucalyptus alba es troba a les zones rocoses, i també es troben palmeres i acàcies. Els eucaliptus solen servir com a llenya, mentre que els fruits secs d’A. moluccana de vegades es cremen per produir il·luminació. Els arbres que es troben a les zones urbanes són Alstonia scholaris, Albizia julibrissin, Ficus microcarpa i una varietat d'arbres fruiters. Mentre que els boscos al voltant de la ciutat han estat danyats per la recol·lecció per a la construcció i la llenya, el govern pretén reforestar aquestes zones. Al llarg d'algunes zones de la costa es poden trobar esculls de corall, prats d'herbes marines, fangs intermareals i manglars. Els esculls de corall de Dili semblen estar protegits localment de l'augment de la temperatura mitjana de la superfície del mar del canvi climàtic. Tanmateix, s'enfronten a una certa degradació per les activitats humanes.
Hi ha tres àrees de biodiversitat protegides a Dili: Behau, Àrea Protegida de Cristo Rei i Tasitolu. Els 18,1 km de l'Àrea Protegida de Cristo Rei es troba a les muntanyes que separen el centre de Dili i Hera. Els 3,8 km de la zona de Tasitolu es troben prop de la frontera dels municipis de Dili i Liquiçá, i cobreix terra i algunes aigües costaneres. S'està desenvolupant com a lloc d'esbarjo i zona santa. Els 274,9 km de l'àrea protegida de Behau cobreix gran part del mar a l'est de Dili, així com zones costaneres a Hera i a l'est. Behau és l'última proposta de les tres zones, i el govern es planteja abolir-la i substituir-la per zones més petites. BirdLife International ha identificat l'àrea protegida Cristo Rei i Tastitolu com a zones importants per a les aus. El desenvolupament es pot produir en aquestes àrees amb l'aprovació del govern nacional.

### Clima
Dili té un clima de sabana tropical força sec (Köppen Aw). Una estació plujosa dura de novembre a abril i una estació seca de maig a octubre. Les pluges són més altes al desembre, amb una mitjana de 170 mm entre 2005 i 2013, i les més baixes a l'agost, amb una mitjana de 5,3 mm durant el mateix període. La mitjana global és de 902 mm anuals, tot i que hi ha una variació significativa entre anys.
La mitjana de temperatures és d'entre 26 a 28 °C . Això canvia de 10,8 a 13,8 °C durant tot el dia, a partir de mínimes al voltant dels 20 °C fins a màxims per sobre 33 °C. Hi ha canvis de temperatura més importants durant l'estació seca. El canvi climàtic està canviant els patrons meteorològics i pot agreujar els esdeveniments meteorològics extrems.

## Història
Fou fundada el 1520 pels portuguesos, i el 1596 va esdevenir la capital del Timor Portuguès. Durant la Segona Guerra Mundial, Dili fou ocupada pels japonesos. El Timor Oriental va obtenir la independència formal de Portugal el 28 de novembre del 1975. Sense previ avís, tan sols nou dies després, el 7 de desembre, les forces armades indonèsies van envair Dili. El 17 de juliol del 1976 Indonèsia es va annexionar el Timor Oriental amb el nom de Timor Timur i Dili va esdevenir la capital de la regió.

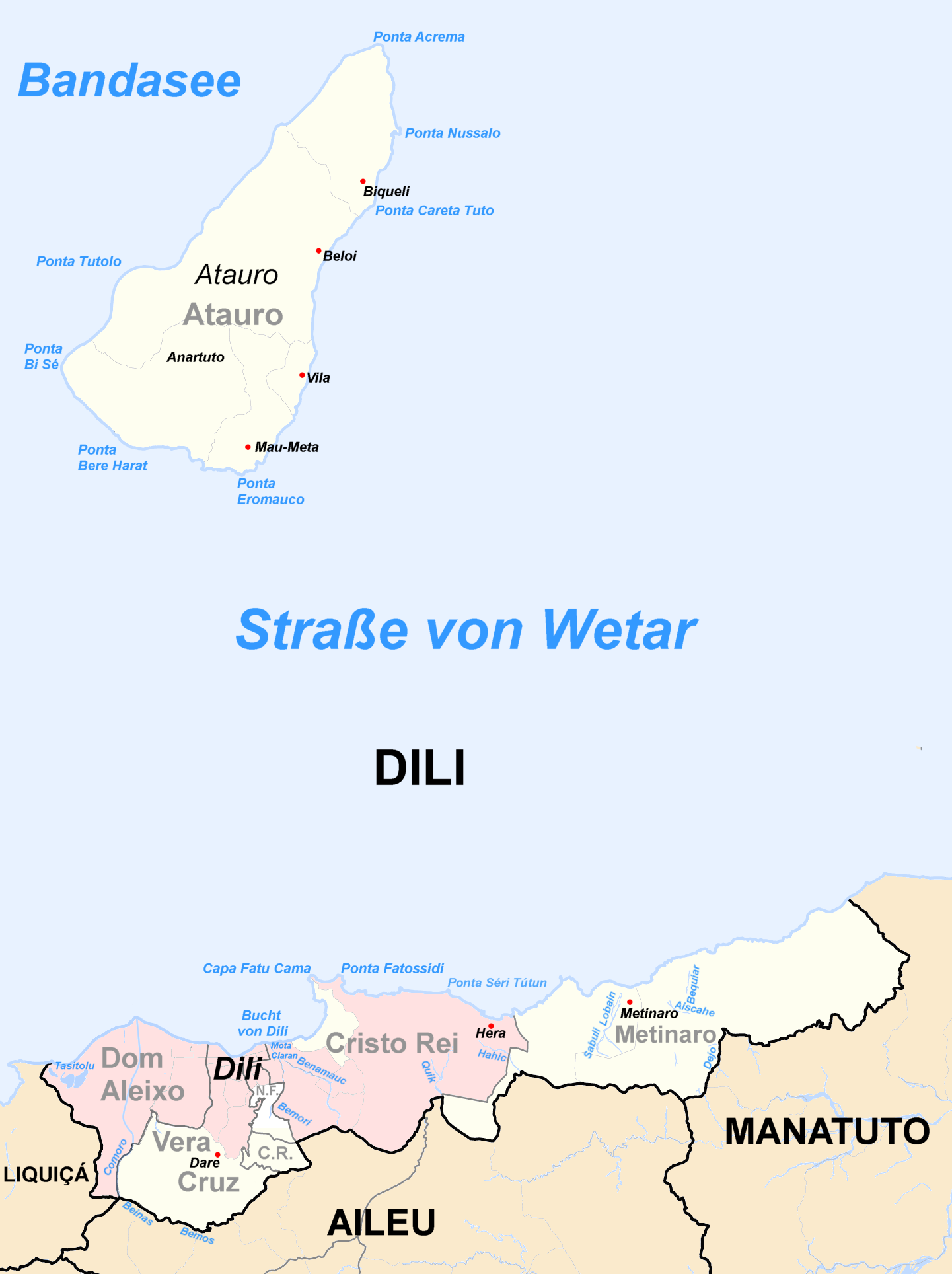
Districtes de Dili

El 1991 va tenir lloc, per part indonèsia, la massacre de Dili. Les tropes d'Indonèsia van usar la força sobre els manifestants que reivindicaven la independència. Aquest esdeveniment va fer conèixer el Timor Oriental arreu del món. El 20 de maig del 2002, després de molts anys de guerra de guerrilles i una gran quantitat de morts, Dili va esdevenir la capital de l'estat independent del Timor Oriental.

## Edificis i monuments

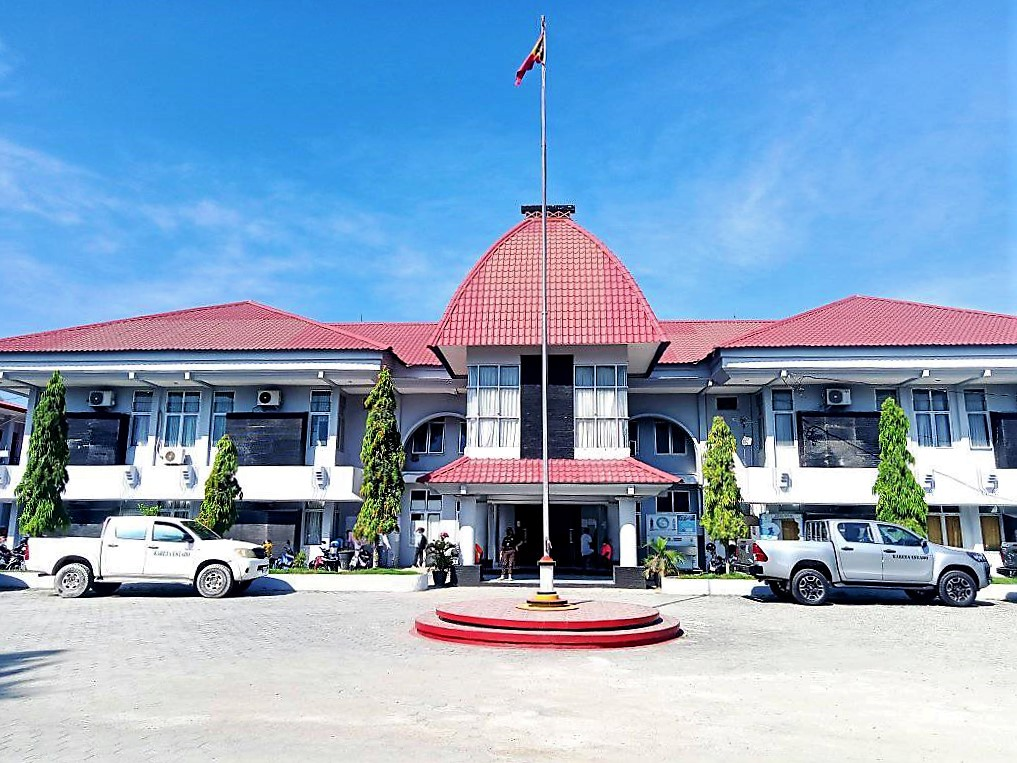
Ajuntament de Dili

Si bé la majoria d'edificis foren destruïts per la violència del 1999, orquestrada pels militars i les milícies proindonèsies, la ciutat conserva encara bastants edificis de l'època portuguesa. L'antiga oficina del governador portuguès ara és l'oficina del primer ministre, Mari Bin Amude Alkatiri. Prèviament, fou usada també pel governador indonesi i per l'Administració Transicional de les Nacions Unides al Timor Oriental (UNTAET). L'església catòlica de Motael es va convertir en un focus de resistència a l'ocupació indonèsia. Després de la reconstrucció a partir del 2010, el 71,6% de les cases tenen parets de formigó o maó. A Hera, però, una mica més del 50% de les cases eren majoritàriament de fusta a partir del 2014. Els drets de la terra segueixen sent complicats i sense resoldre a conseqüència de la crisi del 2006, i els retorns dels antics residents a la capital s'han dut a terme de manera puntual. Hi ha disputes entre els residents que afirmen que els règims anteriors els van prendre terres i el govern nacional que ha creat el que es veu com una definició expansiva de la terra estatal. Desenvolupar un sistema de propietat formal i un registre de la propietat és un objectiu clau de desenvolupament.
El govern ha identificat una sèrie d'edificis patrimonials a la ciutat, especialment al nucli antic. Aquesta zona central de Dili és el lloc d'assentament històric i molts edificis reflecteixen l'arquitectura portuguesa. Els edificis de l'època portuguesa són els més comuns als sucos de Motael, Gricenfor i Bidau Lecidere. Inclou l'antic Mercat, construït cap a l'any 1930, actualment utilitzat com a Centre de Congressos. L'antic despatx del governador portuguès és ara el despatx del primer ministre. Anteriorment també va ser utilitzat pel governador designat per Indonèsia i per l'Administració de Transició de les Nacions Unides a Timor Oriental (UNTAET).
Les esglésies notables són l’església de Motael, la més antiga del país, que es va associar amb la resistència al domini indonesi. La catedral de la Immaculada Concepció es va construir amb la intenció de ser l'església més gran del sud-est asiàtic.
El Crist Rei de Dili és una estàtua de Jesús de la 27 m situada al cim d'un globus terraqüi al final d'una península a Dili. Es troba al final d'un camí d'un Via Crucis que inclou més de 500 graons. Va ser un regal del govern d'Indonèsia durant l'ocupació pel 20è aniversari de la integració de Timor Oriental a Indonèsia. La seva alçada reflecteix el simbolisme de Timor Oriental com la 27a província d'Indonèsia en el moment de la construcció del monument el 1996.
El Monument a la Integració commemora l'annexió indonèsia del territori l'any 1976. Pren la forma d'una estàtua d'un guerrer de Timor Oriental amb un vestit tradicional trencant les cadenes dels seus canells, escollit deliberadament per associar la identitat tradicional de Timor amb el domini indonèsia. El monument no ha estat enderrocat, sinó que ara es considera que representa la lluita contra els dos períodes de domini estranger.
S'estan construint nous edificis per acollir institucions culturals. El Museu i Centre Cultural de Timor-Leste té l'encàrrec d'acollir els artefactes culturals del país. La Biblioteca Nacional de Timor Oriental està pensada per servir tant com a biblioteca com a arxiu nacional.
L’Estadi Nacional té dues grades, una a banda i banda, amb bancs de gespa que ofereixen espai per a altres espectadors. Té una capacitat d'unes 9.000 persones. Sovint s'utilitza per acollir el futbol associatiu, l'esport més popular del país, encara que els problemes d'infraestructura fan que l’equip nacional hagi de jugar de vegades partits a casa en altres països. En el passat s'ha utilitzat per acollir refugiats i distribuir ajuda.
De l'època d'administració indonèsia destaquen l'església de la Immaculada Concepció, suposadament la catedral més gran del sud-est d'Àsia, i el Monument a la Integració, que commemorava l'annexió del territori a Indonèsia el 1976. L'estàtua representa un timorès amb el vestit tradicional trencant les cadenes que li fermaven els punys. Aquest monument encara no ha estat demolit.

## Fills il·lustres
- José Ramos-Horta (1949 -) polític, President de Timor Oriental (2007-2012), Premi Nobel de la Pau de l'any 1996.

## Galeria

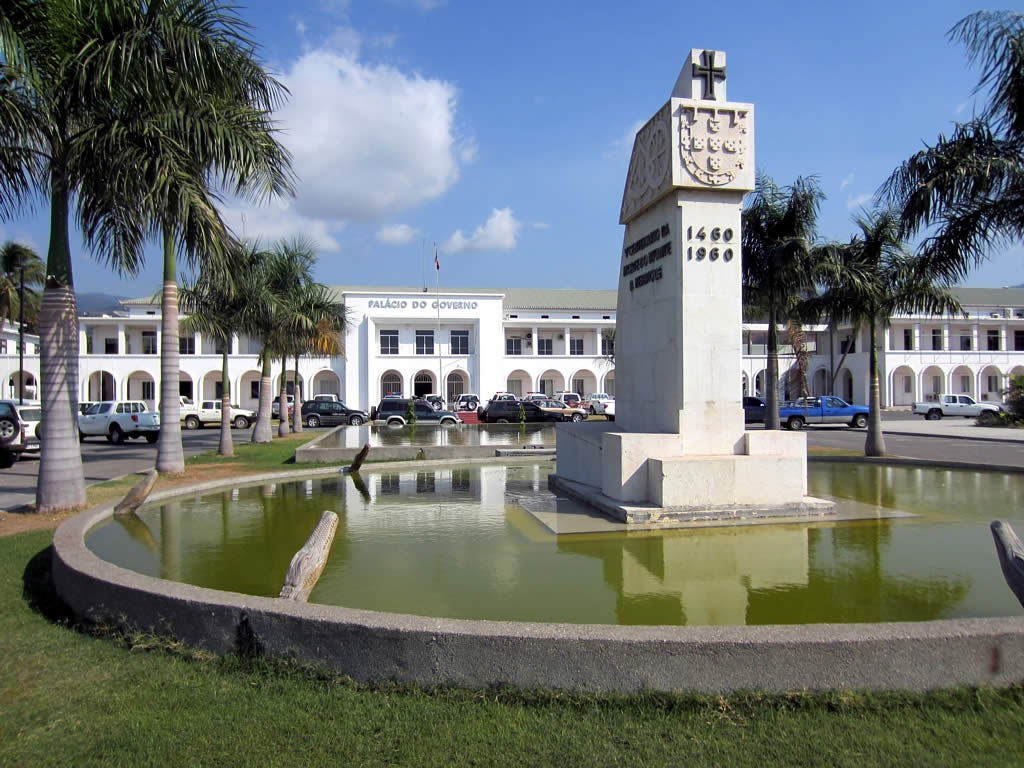
Palau del Govern, Dili (Oficina del Primer Ministre de Timor-Leste)
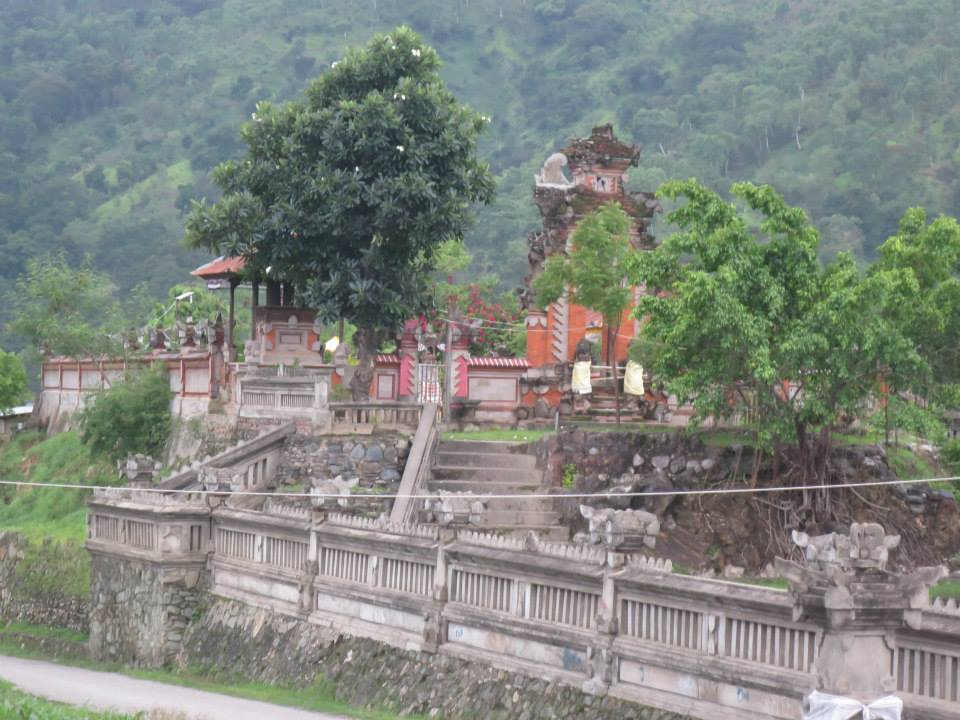
Temple hindú Pura Girinatha, construït durant l'ocupació indonèsia
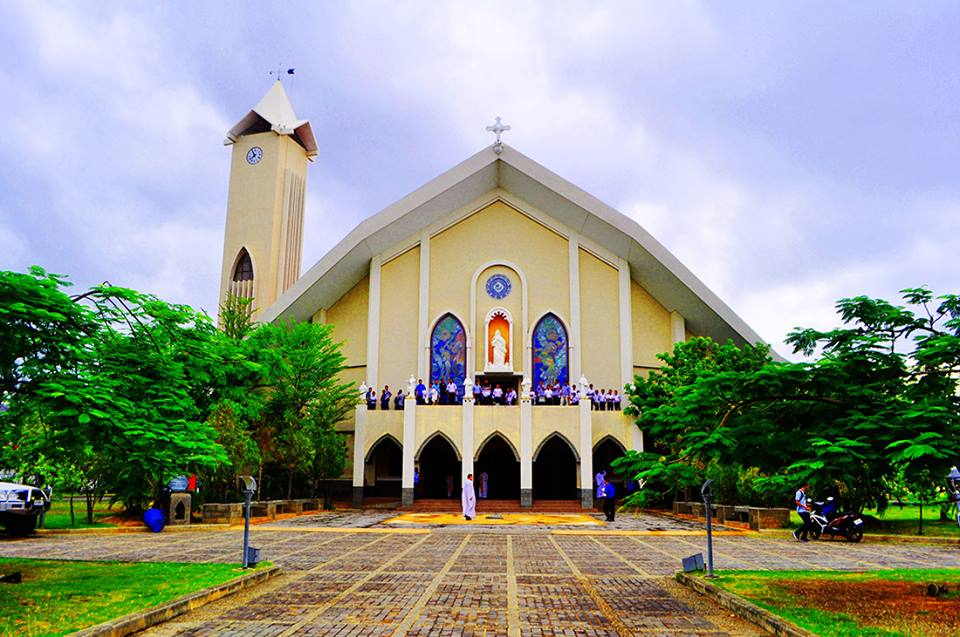
Catedral de Dili
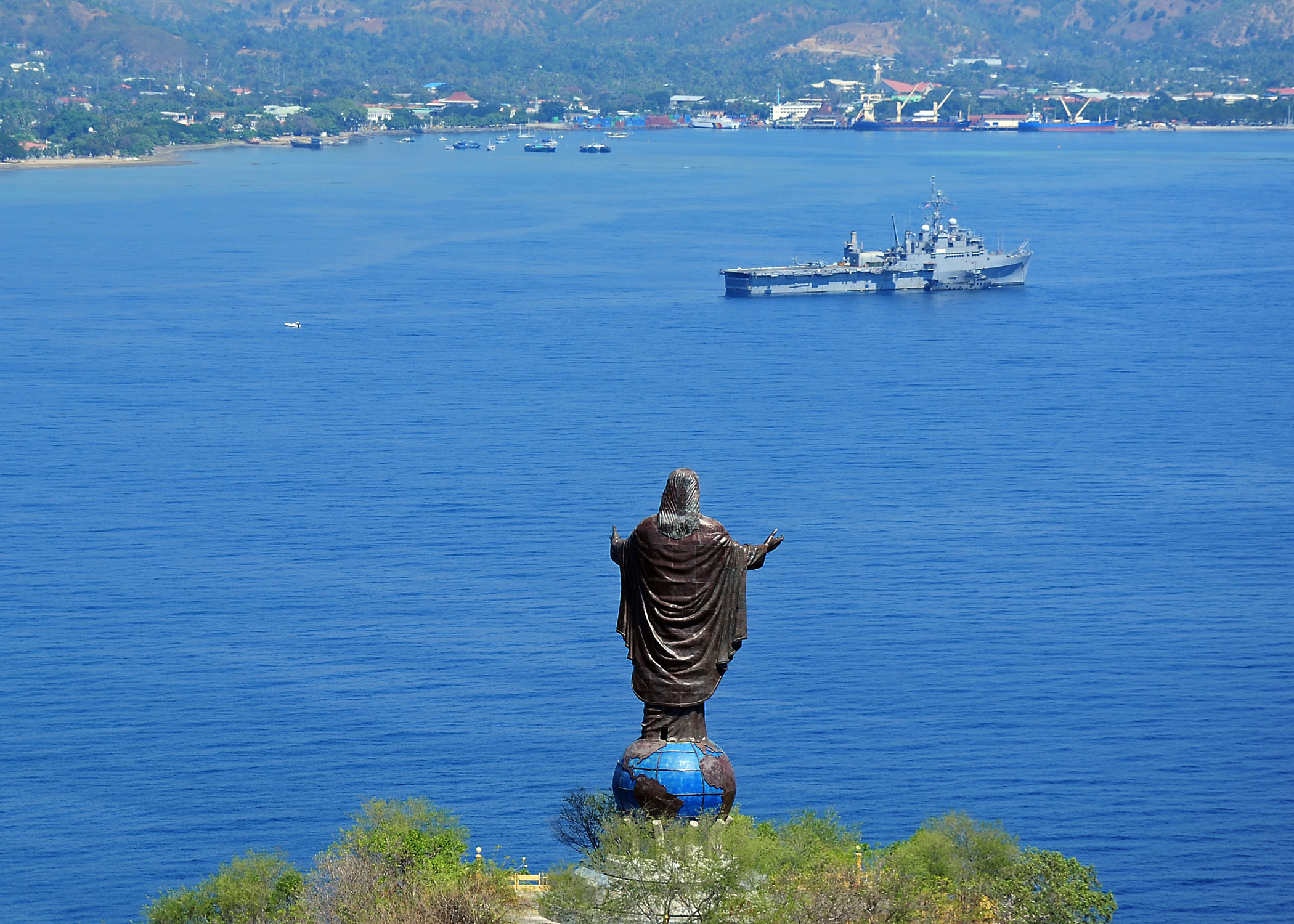
Crist Rei de Dili, dalt d'un cim en una península fora de Dili
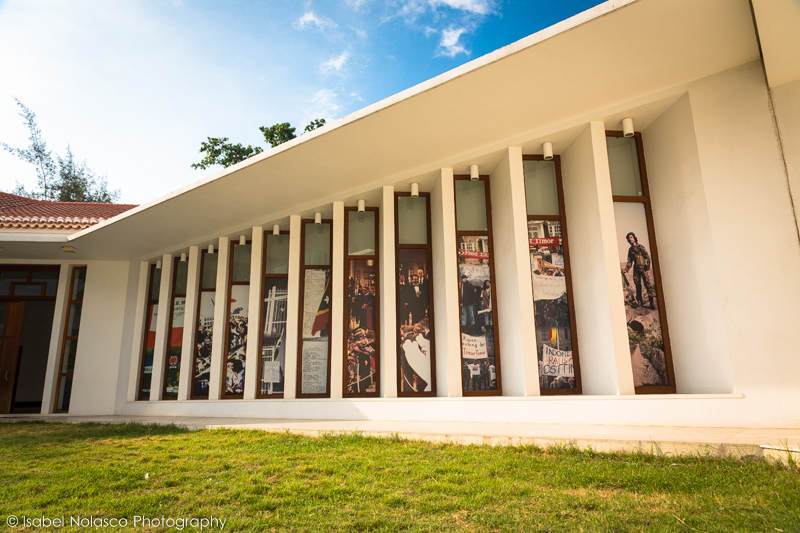
Arxiu i Museu de la Resistència de Timor